# Aéroport international de l'île Norfolk
L'aéroport international de l'île Norfolk est un aéroport qui dessert le territoire autogouverné australien de l'archipel. Celui-ci est situé sur l'île principale de Norfolk.
Les pistes ont été construites à l'occasion de la seconde guerre mondiale par les Anglais pour servir de base aérienne et contrer l'expansion japonaise dans le Pacifique. La Royal New Zealand Air Force quitta les installations qu'en 1946.
Il était desservi par la compagnie Our Airline pour les liaisons avec les villes australiennes de Brisbane, Melbourne, Newcastle, Sydney. Air New Zealand assure quant à elle un vol avec Auckland.
Aujourd'hui, il est desservi par la compagnie Qantas qui assure des liaisons régulières avec Sydney et Brisbane en Australie, de plus la compagnie néo-zélandaise Air Chathams permet de relier l'île avec Auckland.

## Statistiques
Pour des raisons techniques, il est temporairement impossible d'afficher le graphique qui aurait dû être présenté ici.

Voir la requête brute et les sources sur Wikidata.